# 루앙남타주
루앙남타주(라오어: ຫລວງນໍ້າທາ 루앙남타)는 라오스 북부에 위치한 주로, 주도는 루앙남타군이며 면적은 9,325km2, 인구는 175,753명(2015년 기준), 인구밀도는 19명/km2이다.

## 지리
남서쪽으로는 보깨오주, 남동쪽으로는 우돔사이주, 북서쪽으로는 미얀마, 북동쪽으로는 중화인민공화국 윈난성과 인접해 있다. 루앙남타도 북서쪽 경계 지역에서는 메콩강이 흐른다.

## 경제
루앙 남타 주는 전형적인 산악 농업 지역이다. 최근 급격한 경제 성장을 하는 중이며, 2013년, 2014년도의 GDP 성장률은 8.9 %, 인당 GDP는 1244 달러, GDP 대비로는 농업 부문이 51.6%, 산업 부문이 22.4%, 서비스 부문이 26%를 차지 한다.

### 농림업
저지대 논이 많은 마을에서는 우기에는 물을 이용한 벼농사, 논 주변부의 언덕을 이용한 향신료, 야채를 중심으로 한 작은 채소밭을 가꾸고 있다. 건기에는 강을 따라 범람된 철거지를 이용한 상대적으로 넓은 면적의 야채 작물을 키운다. 한편 골짜기에서 3 ~  년의 유휴 주기로 화전을 영위하지만, 그것을 보완하는 형태로 최근 논이 소규모로 조성되었다. 야채 작물은 우기, 화전 혼작과 건기에는 하천을 따라 재배되고 있다. 마을 주변의 숲은 거의 이차림화되었고, 화전에 의한 생산성은 저하되고 있다. 산지 화전 마을에서는 5 ~ 20년의 유휴 주기로 우기에 화전 밭벼 재배가 이루어진다. 채소류는 밭벼와 파종 전에 재배되는 화전 혼작을 하고 있으며, 건기에는 계곡 근처에서 열리는 아편과 혼작하여 야채 재배가 이루어진다.
공예 작물과 농장에서는 최근 사탕수수, 메이스, 카사바, 수박, 바나나, 천연고무, 차 등의 재배가 활발하며, 주로 중국에 수출되고있다. 특히 천연고무의 면적은 30,000ha에 이르고 있지만, 2010년의 가격 15,000Kip/kg이던 것이, 2014년에는 6000Kip/kg으로 급락하였다.
최근 천연고무 가공 공장이나 타피오카 전분 공장이 건설되고 있다.

### 전력
소규모 수력 발전 댐으로 1.25MW, 5.6MW가 가동하고 있다. 현 전체로는 전력이 부족해 중국에서 수입하고 있다.

## 행정구역
- 03-01: 루앙남타군(라오어: ເມືອງຫຼວງນໍ້າທາ 므앙 루앙남타)
- 03-02: 씽군(라오어: ເມືອງສີງ 므앙 씽)
- 03-03: 렁군(라오어: ເມືອງລອງ 므앙 렁)
- 03-04: 위양푸카군(라오어: ເມືອງວຽງພູຄາ 므앙 위양푸카)
- 03-05: 나래군(라오어: ເມືອງນາແລ 므앙 나래)

## 민족
루앙남타도에는 야오족, 란텐족, 다이족, 타이담족, 아카 족(이고 족이라고 부른다), 몽족, 캠족 등이 살고 있다.

## 교통
도를 남북 경제 회랑인 국도 3호선이 통과하며 중국 남부와 태국 북부를 잇고 있다. 또한 루안남타군에서 싱군에 국도 17호 A선이, 싱군에서 쉔 요리사 마을까지는 국도 17호선으로 이어져 미얀마에 연결된다.
항공 노선은 루안남타공항에서 비엔티안과 연결된다.